# 트라사코
트라사코(이탈리아어: Trasacco)는 이탈리아 아브루초주 라퀼라도에 있는 코무네이다.